# HESA Shahed 131
Die HESA Shahed 131 (persisch ۱۳۱ شاهد; dt. Zeuge 131) ist eine militärische Drohne des iranischen Unternehmens Iran Aircraft Manufacturing Industrial Company (auch HESA, persisch شرکت صنایع هواپیماسازی ایران — هسا). Sie wurde durch die Verwendung bei den russischen Streitkräften, wo sie als Geran-1 bezeichnet wird, beim Russischen Überfall auf die Ukraine bekannt.

## Technik
Die Shahed 131 ist etwas kleiner als die Shahed 136. Sie weist eine Spannweite von 2,2 m bei einer Länge von 2,6 m auf. Die Startmasse wurde gegenüber der Shahed 136 auf 135 kg reduziert. Die Masse des hochexplosiven Sprengkopfes mit vorgeformtem Splittermantel beträgt etwa 10–15 kg.
Der Deltaflügler wird von einem Shahed-Wankelmotor mit Druckpropeller angetrieben und besitzt eine Reichweite von rund 900 km.